# Suhadole, Komenda
Suhadole este o localitate din comuna Komenda, Slovenia, cu o populație de 625 de locuitori.